# Relaciones España-Austria
Las relaciones Austria-España son las relaciones bilaterales entre la República de Austria y el Reino de España. Estados miembros de la Unión Europea (UE), ambos forman parte del espacio Schengen y de la eurozona. 

## Relaciones históricas

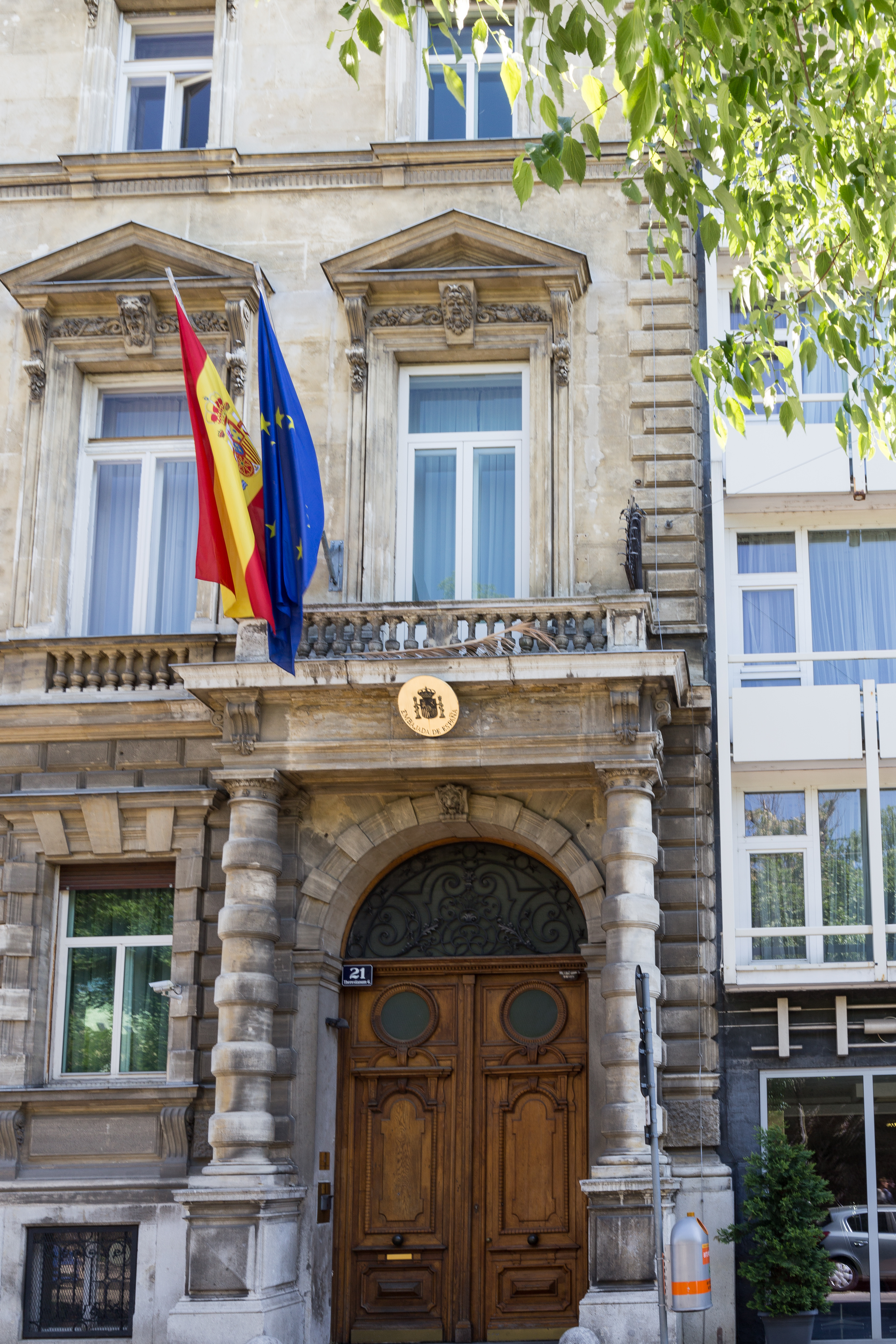
Embajada de España en Viena.

Las relaciones históricas entre estas dos naciones vienen definidas principalmente por el dominio de la Casa de Austria, perteneciente a la dinastía Habsburgo, en la Monarquía Hispánica durante los siglos XVI y XVII; desde la Concordia de Villafáfila (27 de junio de 1506), en que Felipe I es reconocido como rey consorte de la Corona de Castilla, quedando para su suegro, Fernando el Católico, la Corona de Aragón; hasta la muerte sin sucesión directa de Carlos II (1 de noviembre de 1700), que provocó la guerra de sucesión española.
El Imperio español fue durante toda esa época la mayor potencia de Europa. Durante los llamados Austrias mayores (Carlos I y Felipe II, alcanzó el apogeo de su influencia y poder, sobre todo con la incorporación del Imperio portugués; mientras que los reinados de los llamados Austrias menores (Felipe III, Felipe IV y Carlos II), coincidentes con lo mejor del Siglo de Oro de las artes y las letras, significaron lo que se conoce como "decadencia española": la pérdida de la hegemonía europea y una profunda crisis económica y social.

## Relaciones diplomáticas
Las relaciones entre Austria y España son excelentes, no existiendo contenciosos significativos o tensiones bilaterales ni posiciones radicalmente distintas en temas mayores dentro o fuera del ámbito de la Unión Europea (UE), a la que pertenecen ambos países. Durante la formación del gobierno de Mariano Rajoy, Austria ha mostrado comprensión e interés por las profundas reformas realizadas en España, apoyándolas dentro del marco comunitario.
El pasado histórico común entre Austria y España bajo la Monarquía de los Habsburgo todavía une a ambos pueblos. Por ello, la cultura conforma una parte importante de las excelentes relaciones bilaterales, tal y como atestiguan las numerosas exposiciones de artistas austriacos y españoles mostradas en los dos países. Hoy en día, Austria y España trabajan en estrecha colaboración fundamentalmente en el marco de la UE, donde exponen puntos de vista en gran parte coincidentes sobre la gran mayoría de asuntos.

## Relaciones económicas
El crecimiento de las relaciones comerciales bilaterales y la superación de las importaciones españolas desde Austria por las exportaciones a partir
de 2011 han sido la nota dominante en el ámbito económico, junto con los buenos resultados del turismo, en constante expansión. Sin embargo, la inversión española sufrió un duro golpe en 2013 con la insolvencia de Alpine Bau (filial 100% del FCC), la mayor quiebra en Austria por volumen desde la II Guerra Mundial, que ha supuesto a la casa matriz unas pérdidas de unos 1.000 millones de euros.
El comercio bilateral registró en 2011 por primera vez un superávit favorable a España, con un crecimiento de las exportaciones del 21,6%. La inversión española acumulada en Austria, unos 1.400 millones de euros en 2012, se centraba sobre todo en el sector de infraestructuras (FCC), hotelero (Hotusa y NH Hoteles), confección (Inditex y Mango) y tuberías metálicas (Tubacex).

## Misiones diplomáticas
- Austria tiene una embajada en Madrid.[4]
- España tiene una embajada en Viena.[5]

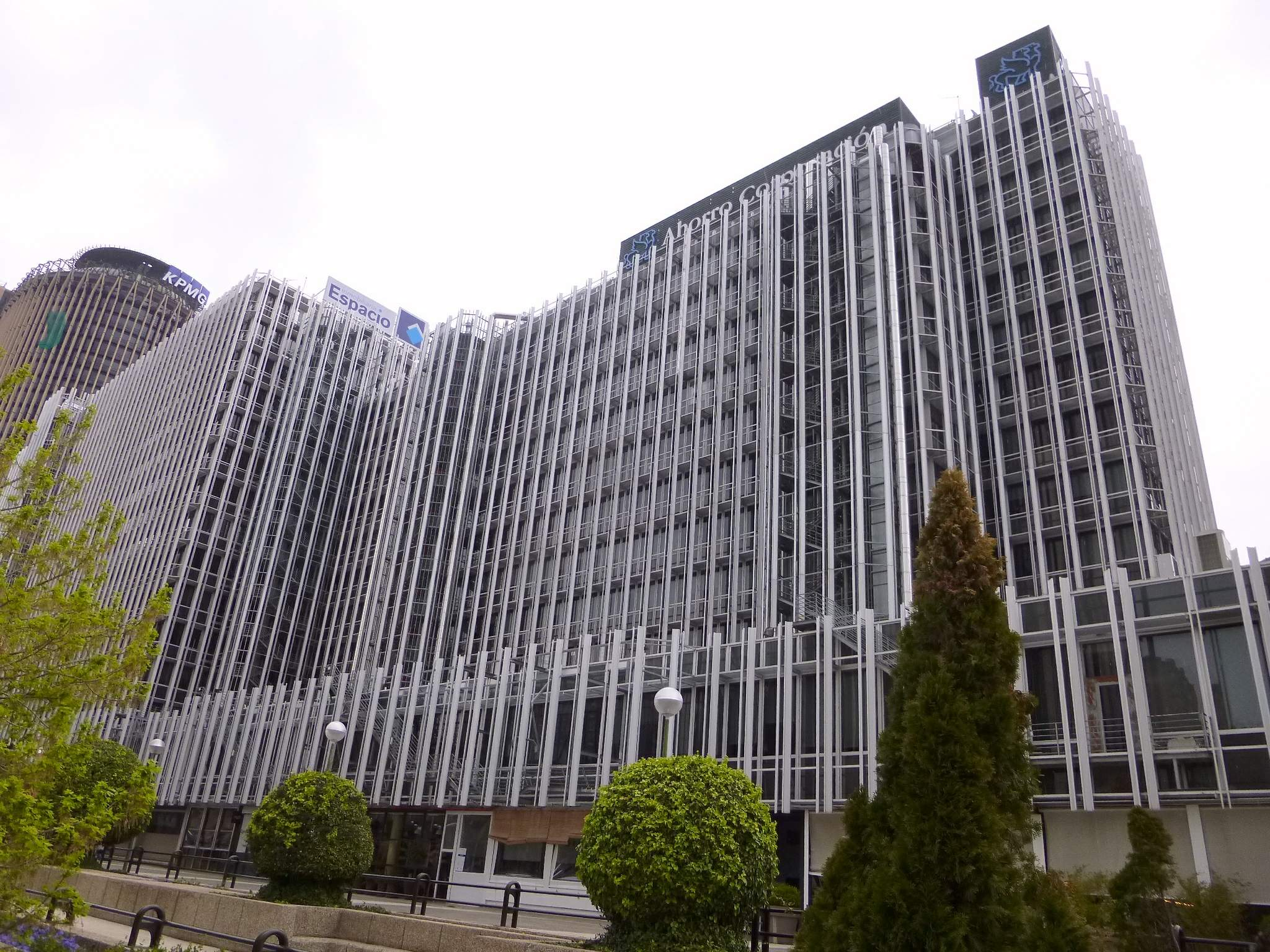
Edificio alojando a la Embajada de Austria en Madrid.
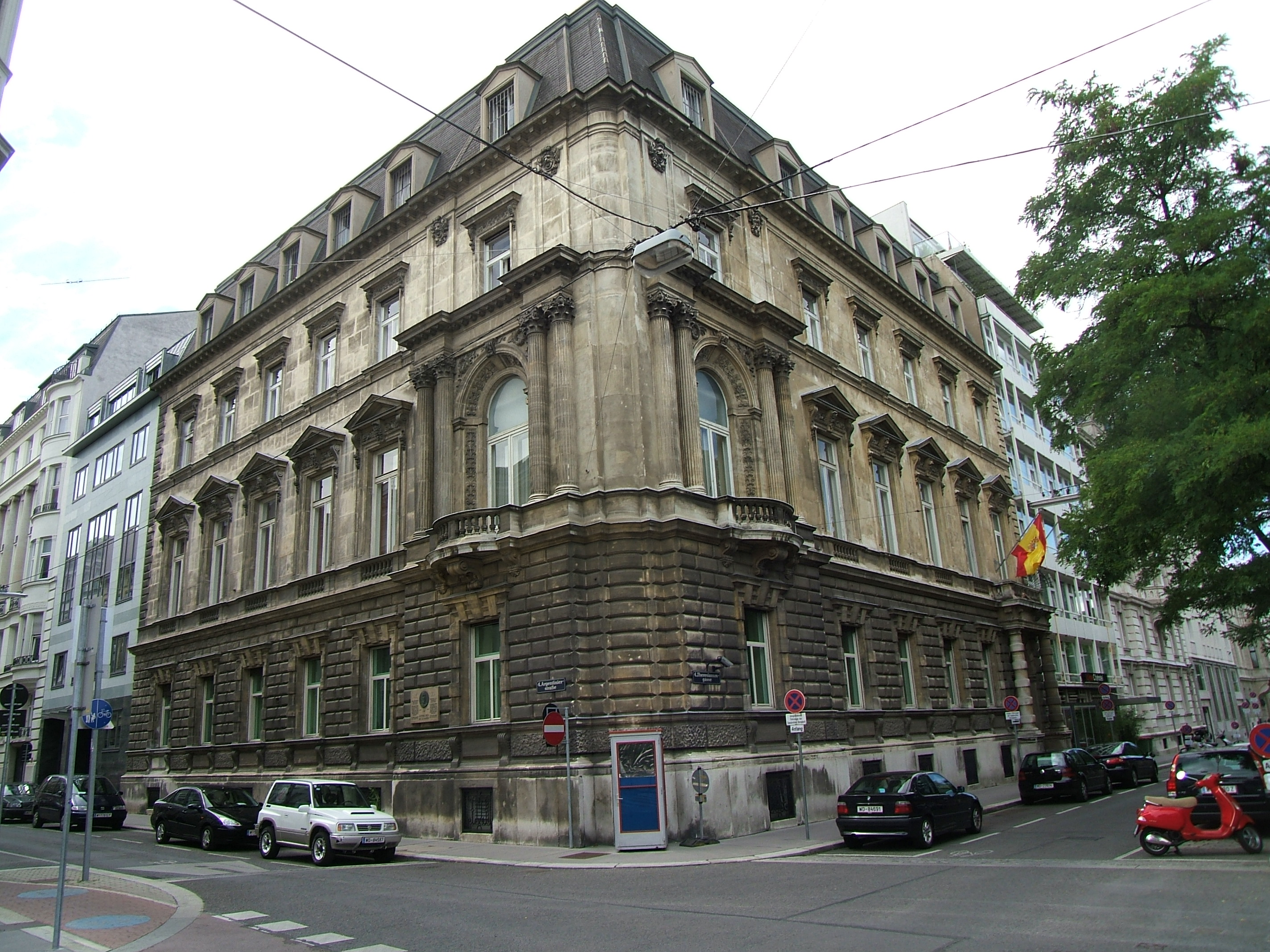
Embajada de España en Viena.